# Ekonomická liberalizace
Ekonomická liberalizace je omezení zásahů správních úřadů státu do ekonomiky. Po liberalizaci mají mít možnost na trh vstoupit další společnosti. To vede k narovnání hospodářské soutěže a skutečné konkurenci, což se projeví snížením cen, zvýšením produkce zboží a služeb, jejich zkvalitněním.
V současnosti se mluví o probíhající liberalizaci v Česku především z úředních nařízení Evropské unie. Prý proběhla nebo probíhá v odvětvích:
- bankovnictví (po sametové revoluci),
- telekomunikace (od roku 2001),
- energetika
  - elektřina (od roku 2005),
  - zemní plyn (od roku 2007).

Přitom EU do těchto trhů naopak zavádí další regulace: povinnosti bankám, státní garance, navíc jen pro některé skupiny, diktát maximálních cen telekomunikačních služeb, dalším z důkazů regulací je už sama existence Energetického regulačního úřadu. Odpůrci tohoto intervencionismu vidí kořeny této pokřivenosti trhu např. ve státním monopolu na prodej licencí, např. telekomunikačních.